# Sullana
Sullana ist die Hauptstadt der gleichnamigen Provinz Sullana im Chira-Tal in der Küstenebene von Nordwest-Peru. Sie hatte beim Zensus 2017 136.446 Einwohner.

## Lage
Sullana liegt 38 Kilometer nördlich von Piura, der Hauptstadt der Region.

## Klima
Die Provinz hat ein subtropisches Wüstenklima mit einer jährlichen Durchschnittstemperatur von 20 °C, zwischen 13 °C im Winter und 37 °C im Sommer.
Aufgrund der Bewässerung durch den Fluss Chira ist das Flusstal um die Stadt Sullana sehr fruchtbar und bietet tropische Vegetation: Kokospalmen, Bananensträucher und Reisfelder. Darüber hinaus ist Sullana ein wichtiges Handelszentrum für den hier ansässigen Baumwollanbau.

## Bevölkerung
Die Stadt Sullana erfährt eine starke Zuwanderung, allerdings ohne dass es zu einer deutlich sichtbaren Ansiedlung von pueblos jóvenes (Elendsviertel) wie zum Beispiel in Piura geführt hat.
Die Gesamtbevölkerung der Stadt betrug 112.770 im Jahr 1981, 147.361 (1993) und erreicht derzeit 175.078 Einwohner (2005). In der Stadt Sullana sind über 40 % der Haushaltsvorstände arbeitslos oder haben nur eine Gelegenheitsbeschäftigung.

## Geschichte
Das Chira-Tal hat eine lange Geschichte als bewässertes Anbauland. Lange vor der spanischen Invasion siedelten hier die Völker der Tallánes, der Mochica, der Chimu und zuletzt der Inka. Diese Region wurde von Francisco Pizarro ausgewählt, um die erste spanische Stadt in diesem Teil Amerikas zu gründen, die Stadt San Miguel de Tangarará, am 15. Juli 1532.
Die Spanier verwarfen das bestehende Anbauverfahren und gründeten Repartimientos und Encomiendas.
Sullana wurde am 8. Juli 1783 durch den Bischof von Trujillo, Baltasar Jaime Martínez de Compañón y Bujanda, gegründet und erhielt den Namen El Principe (Der Prinz).
Ab 1875 hatte Sullana mit der Bahnstrecke Paita–Piura Eisenbahnanschluss. Im Salpeterkrieg (1879–1883) wurde die Bahnstrecke zerstört, aber später wieder in Betrieb genommen. 1959 wurde die Bahn stillgelegt.

## Tourismus
Sullana hat gute Verkehrsverbindungen nach Norden, nach Piura im Süden, und im Osten nach Ayabaca und La Tina an der ecuadorianischen Grenze.
In der ersten Januarwoche feiert die Stadt die Feria Internacional de los Reyes.
Der Poechos-Stausee 27 Kilometer nordöstlich der Stadt bietet Freizeitsportmöglichkeiten wie Schwimmen, Fischen, Wasserski und Bootsport.